# ミヒャエル・トレスター
ミヒャエル・トレスター（Michael Tröster, 1956年 - ）は、ドイツのクラシックギター奏者、作曲家。
カッセル音楽アカデミーで教鞭をとる一方、多くの演奏家やオーケストラとの共演を行っており、マンドリン奏者ゲルトルート・トレスターとともに「デュオ・カプリチオーソ」として活動していた。現在はマンドリン奏者シュテファン・トレッケルとともに「デュオ・トレッケル&トレスター」として、またヴァイオリニストフロリアン・マイエロットとともに「デュオ・マイエロット&トレスター」として活動している。
作曲家としては本名以外に、アルフォンソ・カルロス・ミゲールというペンネームも用いている。

## 作品

### ギター独奏曲
- 前奏曲第1番
- 10のエチュード

### マンドリン・ギター二重奏曲
- シリウスへの帰還（アルフォンソ・カルロス・ミゲール名義。マンドリンオーケストラ編曲版もあり）
- 夏の組曲（アルフォンソ・カルロス・ミゲール名義。ギターとサクソフォーン二重奏編曲版もあり）